# Вілар-су-Ян
Вілар-су-Ян (фр. Villars-sous-Yens) — громада  в Швейцарії в кантоні Во, округ Морж.

## Географія
Громада розташована на відстані близько 95 км на південний захід від Берна, 16 км на захід від Лозанни.
Вілар-су-Ян має площу 3 км², з яких на 6,5% дозволяється будівництво (житлове та будівництво доріг), 76,9% використовуються в сільськогосподарських цілях, 16,6% зайнято лісами, 0% не є продуктивними (річки, льодовики або гори).

## Демографія
2019 року в громаді мешкало 603 особи (+3,8% порівняно з 2010 роком), іноземців було 16,4%. Густота населення становила 198 осіб/км².
За віковим діапазоном населення розподілялося таким чином: 20,7% — особи молодші 20 років, 65,8% — особи у віці 20—64 років, 13,4% — особи у віці 65 років та старші. Було 246 помешкань (у середньому 2,4 особи в помешканні).
Із загальної кількості 112 працюючих 43 було зайнятих в первинному секторі, 25 — в обробній промисловості, 44 — в галузі послуг.